# Cherry Ngan
Cherry Ngan, née en 1993, est une actrice de cinéma et chanteuse hongkongaise.

## Biographie
Née le 27 décembre 1993 à Hong Kong, elle grandit dans cette ville. À 15 ans, elle s'inscrit via Facebook à un casting, et est retenu pour le film The Way We Dance de Adam Wong Sau Ping. Pour son rôle dans ce film, sorti finalement en 2013, elle est nommée comme meilleure actrice au Hong Kong Film Award et au Golden Horse Awards. Tout en continuant des études, elle commence une carrière cinématographique, et participe également à des tournages publicitaires,. En 2017, elle sort un single, Flash ( 閃光 ).

## Filmographie
- 2010 : For lung
- 2012 : Dai zeoi bou
- 2012 : Fu sing
- 2013 : The Way We Dance
- 2013 : Tales from the Dark 1
- 2015 : The Ghouls
- 2016 : Beijing Meets Seattle II: Book of Love
- 2016 : At Cafe 6
- 2016 : My Love Sinema
- 2016 : Cherry Returns : Ah Ying
- 2017 : Zombiology: Enjoy Yourself Tonight
- 2019 : A Witness Out of the Blue